# Госно
Госно (грч. Λαχανόκηποι, до 1926. грч. Γκόσνο) је насељено место у општини Рупишта у периферији Западна Македонија, Грчка. Према попису из 2021. године било је 86 становника.
Према бугарском географу и историчару, Василу Канчову, у Госну је 1900. године живело 152 Словена хришћана. Македонски историчар Тодор Симовски, 1998. године наводи да је Госно словенско насеље.